# Earswick
Earswick är en ort och civil parish i Storbritannien.   Den ligger i kommunen City of York och riksdelen England, i den centrala delen av landet, 280 km norr om huvudstaden London. Earswick ligger 17 meter över havet och antalet invånare är 819.
Terrängen runt Earswick är mycket platt.Runt Earswick är det tätbefolkat, med 819 invånare per kvadratkilometer. Närmaste större samhälle är York, 5,5 km söder om Earswick. Runt Earswick är det i huvudsak tätbebyggt.